# Heike Schulte-Mattler
Heike Schulte-Mattler, född den 27 maj 1958 i Oberhausen, Tyskland, är en västtysk friidrottare inom kortdistanslöpning.
Hon tog OS-brons på 4 x 400 meter vid friidrottstävlingarna 1984 i Los Angeles. 